# Optimal Energy
Optimal Energy war ein südafrikanischer Automobilhersteller mit Unternehmenssitz in Kapstadt.

## Geschichte
Kobus Meiring, Mike Lomberg, Jian Swiegers und Gerhard Swart gründeten 2005 das Unternehmen. Kobus Meiring leitete es. Ziel war die Entwicklung, Produktion und Vermarktung von Elektroautos. Keith Helfet war der Designer, der vorher bei Jaguar Cars tätig war.
Finanzielle Unterstützung bekam das Unternehmen vom südafrikanischen Department of Science & Technology (DST) durch den Innovation Fund. Im April 2012 entschieden die Investoren, das Unternehmen zu schließen.

## Optimal Energy Joule

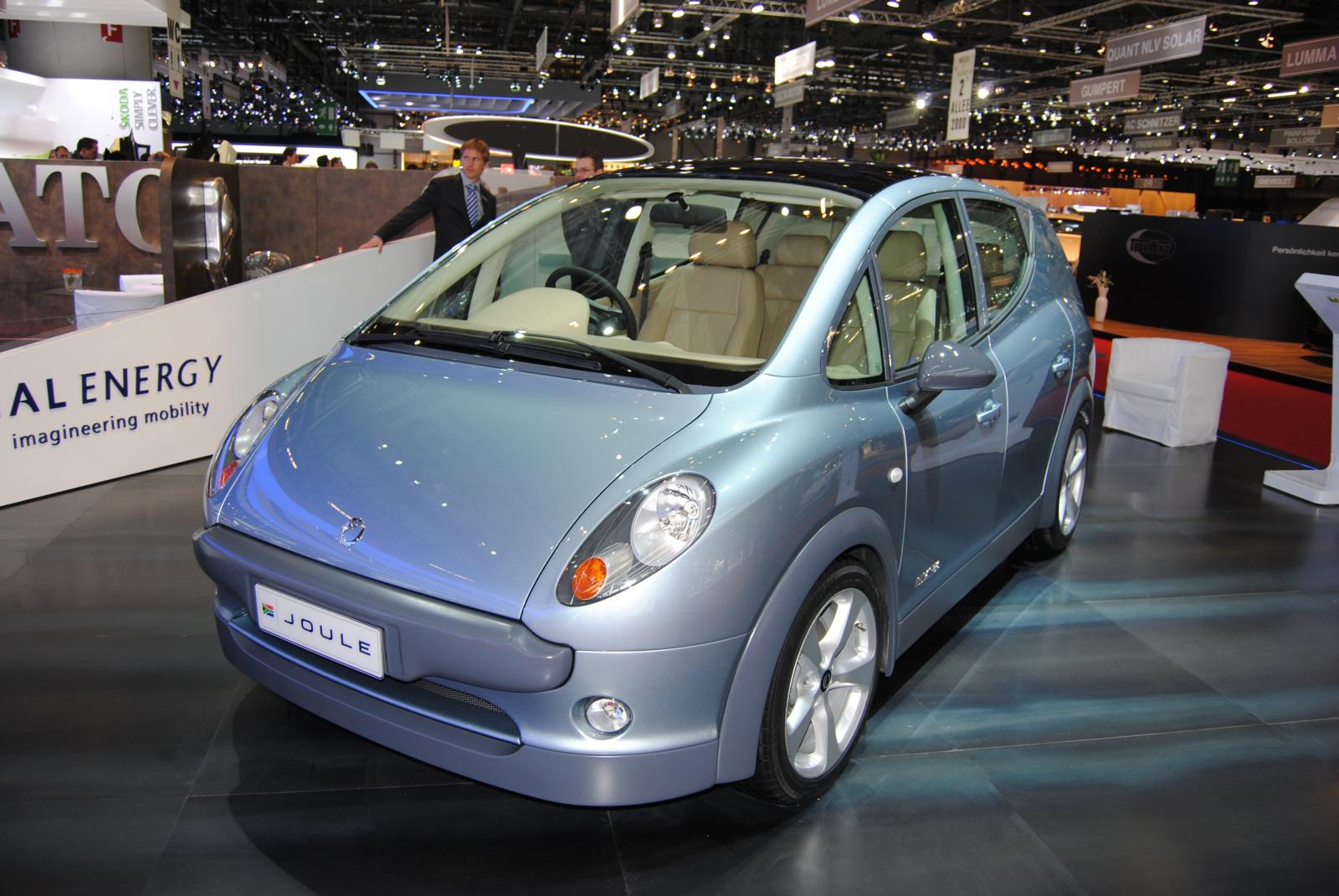
Optimal Energy Joule

Das einzige Modell der Marke war der Optimal Energy Joule. Er wurde 2008 auf der Mondial de l’Automobile und 2010 auf dem Genfer Auto-Salon präsentiert.
Nach ersten Planungen sollte die Serienproduktion Ende 2010 anlaufen. Im April 2010 wurde der geplante Serienstart auf 2013 datiert.